# William Fawkener
William Augustus Fawkener (lub Fawkner) (ur. 1750, zm. 1817) – brytyjski dyplomata.
Jego ojcem był również dyplomata Everard Fawkener (1684-1758), a matką Harriet Churchill (ok. 1726-1777).
Studiował w Niemczech; w Collegium Carolinum w Brunszwiku. Poznał go tam pisarz James Boswell, który w liście z 14 sierpnia 1764 określił go jako: „uprzejmego, przyjemnego i przystojnego młodego człowieka” (a genteel, pretty, amiable young fellow).
Od 1786 roku był posłem brytyjskim w Lizbonie. Podczas gdy jego kolega Robert Walpole zajmował się sprawami typowo politycznymi, Fawkener negocjował z Portugalczykami sprawy handlowe.
Fawkener był specjalnym wysłannikiem na dwór rosyjski w Petersburgu od czerwca do lipca 1791 roku.
26 lipca 1791 roku Fawkener, Charles Whitworth, 1. hrabia Whitworth w imieniu Wielkiej Brytanii i Leopold Heinrich von Goltz  w imieniu Prus podpisali z ministrami Katarzyny II dokument, stwierdzający, że Berlin, Haga i Londyn uznają aneksję terytoriów zdobytych przez Rosję na Turcji w czasie ostatniej wojny na Bałkanach.
Jego żoną była Georgiana Anne Poyntz (jej ojcem był William Poyntz, a dziadkiem dyplomata Stephen Poyntz). Rozwiedli się decyzją parlamentu w 1787 roku.